# یواس‌اس یورک‌تاون (۱۸۳۹)
یواس‌اس یورک‌تاون (۱۸۳۹) (به انگلیسی: USS Yorktown (1839)) یک کشتی بود که طول آن ۱۱۷٫۷ فوت (۳۵٫۹ متر) بود. این کشتی در سال ۱۸۳۹ ساخته شد.